# Ингулец (рудоуправление)
Рудоуправление «Ингулец» — бывшее предприятие горнодобывающей отрасли по добыче и переработке железных руд на базе Криворожского железорудного бассейна в городе Кривой Рог.

## История
Разработка железной руды на территории рудника была начата в 1891 году. До 1917 года действовало 8 мелких шахт и 4 карьера, принадлежавших нескольким акционерным обществам.
В начале 1920-х годов южные рудники были объединены в Ингулецкую группу, в которую вошли:
- Малодобровольский рудник (шахты «Визирка», «Малодобровольская» (1904), карьер (1899));
- Евгеньевский рудник (шахты «Магистраль» (1906) и «Русская», карьер шахты № 9);
- Широковский рудник (основан в 1899; шахты «Французская», «Татарин», «Хохол», «Северная», «Широковский» и «Фелиция»);
- Ушаковский рудник (основан в 1897; шахты № 6, 7, 10 (старая) и 10 (новая), карьеры № 1 и 2).

В 1923 году началось восстановление рудника. В 1924—1925 годах рудник получил имя Чубаря, добыча не велась, руда отгружалась из запасов. В 1925 году вступила в строй шахта «Магистраль», до 1929 года были восстановлены шахты «Фелиция», № 6, «Широковская» («Капитальная»). В 1926—1937 годах рудник вновь носил имя Чубаря.
В 1932 году было завершено строительство шахты имени МЮД и начато строительство крупнейшей на то время шахты «Центральная», вступившей в строй 30 декабря 1936 года. Были углублены стволы шахт «Визирка» и № 10 бывшего рудника Ушакова.
В 1938—1939 годах получил имя Ежова, с 1939 года назван «Ингулец».
Летом 1941 года во время оккупации посёлка Ингулец немецкой полицией были арестованы шесть рабочих-коммунистов рудника «Ингулец». 13 сентября 1941 года все шесть задержанных были расстреляны у одноэтажного кирпичного здания рудоуправления «Ингулец». Погибшие похоронены в братской могиле (памятник под охранным номером 1672).
В 1951 году завершено послевоенное восстановление шахт. В 1954 и 1957 годах была построена обогатительная фабрика и карьер «Центральный».
В январе 1979 года ликвидировано путём присоединения к Ингулецкому горно-обогатительному комбинату.

## Характеристика
На 1 октября 1925 года насчитывалось 536 работников. Передовиками производства были В. Чередниченко, Ф. Балагура, И. Голованов, Н. Заков, Т. Лебедев, К. Мороз, А. Санченко. Работал Герой Социалистического Труда В. М. Колпак. Руководители: О. Коваленко, Г. Мягкохлебов, П. Белый, В. Олейников, О. Племяшов, Ю. Маслов. В 1960-е годы было максимальное количество работников — до 4500 человек.
В 1940 году было добыто более 1,44 миллиона тонн руды. На 1969 год мощность рудника превышала 1,5 миллиона тонн руды.
Вокруг шахты «Центральная» сформировался рабочий посёлок, который затем слился с посёлком Ингулецкого горно-обогатительного комбината, а затем и с бывшим городом Ингулец.